# 마쓰다이라 다다아키 (오규 마쓰다이라가)

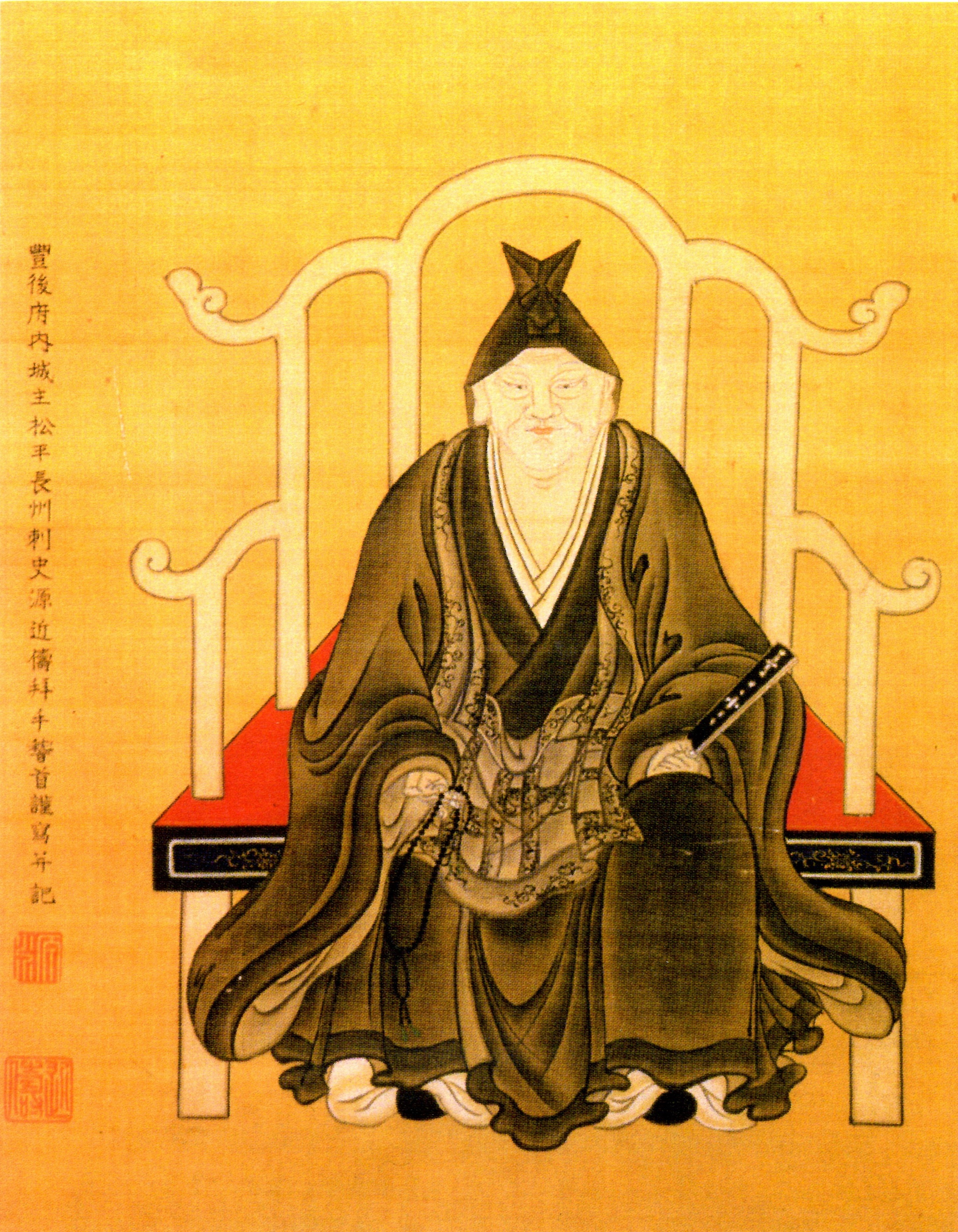
마쓰다이라 다다아키

마쓰다이라 다다아키(일본어: 松平忠昭, 1617년 12월 22일 ~ 1693년 10월 11일)는 단바 가메야마 번 제2대 번주, 분고 가메가와 번주, 동국 나카쓰루 번주, 동국 다카마쓰 번주, 동국 후나이번 초대 번주를 지냈다.
| 전임 마쓰다이라 나리시게 | 제2대 단바 가메야마 번 번주 (오규 마쓰다이라가) 1633년 ~ 1634년 | 후임 스가누마 사다요시 |

|  | 가메가와 번 번주 (오규 마쓰다이라가) 1634년 ~ 1635년 | 후임 나카쓰루로 이전 |

|  | 나카쓰루 번 번주 (오규 마쓰다이라가) 1635년 ~ 1642년 | 후임 다카마쓰로 이전 |

|  | 다카마쓰 번 번주 (오규 마쓰다이라가) 1642년 ~ 1658년 | 후임 후나이로 전봉 |

| 전임 히네노 요시아키 | 제1대 후나이번 번주 (오규 마쓰다이라가) 1658년 ~ 1676년 | 후임 마쓰다이라 지카노부 |